# Coupe du monde de saut d'obstacles 2010-2011
Navigation
Édition précédente Édition suivante
La Coupe du monde de saut d'obstacles 2010-2011 est la 33e édition de la Coupe du monde de saut d'obstacles organisée par la FEI. La finale a eu lieu à Leipzig en Allemagne entre le 27 avril et le 1er mai 2012.

## Ligues

### Ligue nord-américaine (côte Est)
| Ville              | Pays       | Début              | Fin               | Vainqueur                                   |
| ------------------ | ---------- | ------------------ | ----------------- | ------------------------------------------- |
| Blainville         | Canada     | 14 juillet 2010    | 18 juillet 2010   | Francois Lamontagne sur Anton               |
| Bromont            | Canada     | 21 juillet 2010    | 25 juillet 2010   | Yann Candele sur Game Ready                 |
| Lexington          | États-Unis | 18 août 2010       | 22 août 2010      | Lauren Crooks sur Cincinatti                |
| Bridgehampton      | États-Unis | 29 août 2010       | 5 septembre 2010  | McLain Ward sur Sapphire                    |
| Halton Hills       | Canada     | 1er septembre 2010 | 5 septembre 2010  | Annulée                                     |
| Saugerties         | États-Unis | 8 septembre 2010   | 12 septembre 2010 | McLain Ward sur Rothchild                   |
| Moreland Hills     | États-Unis | 15 septembre 2010  | 19 septembre 2010 | Beezie Madden sur Coral Reef Via Volo       |
| Caledon            | Canada     | 22 septembre 2010  | 26 septembre 2010 | Annulée                                     |
| Harrisburg         | États-Unis | 21 octobre 2010    | 23 octobre 2010   | Rodrigo Pessoa sur Ashley                   |
| Washington, D.C.   | États-Unis | 26 octobre 2010    | 31 octobre 2010   | McLain Ward sur Sapphire                    |
| Syracuse           | États-Unis | 3 novembre 2010    | 7 novembre 2010   | Margie Goldstein-Engle sur Indigo           |
| Toronto            | Canada     | 8 novembre 2010    | 13 novembre 2010  | Brianne Goutal sur Ballade van het Indihoff |
| Wellington         | États-Unis | 30 novembre 2011   | 5 décembre 2011   | Paulo Santana sur Taloubet                  |
| Green Cove Springs | États-Unis | 14 janvier 2011    | 15 janvier 2011   | Rodrigo Pessoa sur Let’s Fly                |
| Wellington         | États-Unis | 9 février 2011     | 13 février 2011   | Laura Kraut sur Cedric                      |
| Wellington         | États-Unis | 9 mars 2011        | 13 mars 2011      | Rodrigo Pessoa sur Let's Fly                |
| Tampa              | États-Unis | 30 mars 2012       | 3 avril 2011      | Annulée                                     |

### Ligue nord-américaine (côte Ouest)
| Ville               | Pays       | Début              | Fin               | Vainqueur                             |
| ------------------- | ---------- | ------------------ | ----------------- | ------------------------------------- |
| Langley             | Canada     | 2 juin 2010        | 6 juin 2010       | Rich Fellers sur Flexible             |
| Calgary             | Canada     | 17 juin 2010       | 20 juin 2010      | Will Simpson sur Archie Bunker        |
| Calgary             | Canada     | 30 juin 2010       | 4 juillet 2010    | Beezie Madden sur Coral Reef Via Volo |
| Langley             | Canada     | 25 août 2010       | 29 août 2010      | Ashlee Bond sur Cadett                |
| Del Mar             | États-Unis | 1er septembre 2010 | 5 septembre 2010  | Eduardo Menezes sur Percynality       |
| Calgary             | Canada     | 3 septembre 2010   | 5 septembre 2010  | Beezie Madden sur Mademoiselle        |
| San Juan Capistrano | États-Unis | 15 septembre 2010  | 19 septembre 2010 | Michelle Spadone sur Melisimo         |
| Burbank             | États-Unis | 22 septembre 2010  | 26 septembre 2010 | Rich Fellers sur Flexible             |
| Del Mar             | États-Unis | 20 septembre 2010  | 24 octobre 2010   | Annulée                               |
| Monterrey           | Mexique    | 27 septembre 2010  | 30 septembre 2010 | Annulée                               |
| Las Vegas           | États-Unis | 3 novembre 2010    | 7 novembre 2010   | Eduardo Menezes sur Tomba             |
| Rancho Murieta      | États-Unis | 10 novembre 2010   | 14 novembre 2010  | Harley Brown sur Cassiato             |
| Burbank             | États-Unis | 17 novembre 2010   | 21 novembre 2010  | Ashlee Bond sur Cadett                |
| Thermal             | États-Unis | 1er février 2011   | 6 février 2011    | Rich Fellers sur Flexible             |
| Thermal             | États-Unis | 8 février 2011     | 13 février 2011   | Eduardo Menezes sur Tomba             |
| Thermal             | États-Unis | 22 janvier 2011    | 27 février 2011   | Mark Watring sur Vioco                |
| Thermal             | États-Unis | 1er mars 2011      | 6 mars 2011       | Lucy Davis sur Nemo                   |
| Balvanera           | Mexique    | 3 mars 2011        | 6 mars 2011       | Annulée                               |

### Ligue sud-américaine
| Ville          | Pays      | Début             | Fin              | Vainqueur                                        |
| -------------- | --------- | ----------------- | ---------------- | ------------------------------------------------ |
| Porto Alegre   | Brésil    | 30 avril 2010     | 2 mai 2010       | Yuri Mansur Guerios sur Arlando van het Molenhof |
| Buenos Aires   | Argentine | 21 mai 2010       | 23 mai 2010      | Annulée                                          |
| City Bell      | Argentine | 24 mai 2010       | 25 mai 2010      | Annulée                                          |
| São Paulo      | Brésil    | 3 septembre 2010  | 7 septembre 2010 | Fernando Jose de Assis Costa sur Tolille Ahorn   |
| Buenos Aires   | Argentine | 16 septembre 2010 | 19 octobre 2010  | Ricardo Dircie sur Llavaneras H.J. Aries         |
| Las Tortugas   | Argentine | 29 octobre 2010   | 31 octobre 2010  | Annulée                                          |
| Buenos Aires   | Argentine | 9 novembre 2010   | 14 novembre 2010 | Leandro Moschini sur Gama Zarello                |
| Rio de Janeiro | Brésil    | 18 novembre 2010  | 21 novembre 2010 | Vitor Alves Teixeira sur Alcazar Jeff Guet       |
| São Paulo      | Brésil    | 9 décembre 2010   | 12 décembre 2010 | Leandro Serrano Giunchetti sur Palmar            |

### Ligue sud-africaine
| Ville            | Pays           | Début            | Fin              | Vainqueur                                    |
| ---------------- | -------------- | ---------------- | ---------------- | -------------------------------------------- |
| Midrand          | Afrique du Sud | 7 mai 2010       | 9 mai 2010       | Dominey Alexander sur Alzu Barracuda         |
| Pietermaritzburg | Afrique du Sud | 28 mai 2010      | 6 juin 2010      | Gareth Neill sur Mirage                      |
| Durban           | Afrique du Sud | 13 août 2010     | 16 août 2010     | Dominey Alexander sur Alzu Barracuda         |
| Pretoria         | Afrique du Sud | 27 août 2010     | 29 août 2010     | Michelle Scriven sur Franlaren Lord Larymore |
| Polokwane        | Afrique du Sud | 5 novembre 2010  | 7 novembre 2010  | Gareth Neill sur Mirage                      |
| Le Cap           | Afrique du Sud | 18 novembre 2010 | 21 novembre 2010 | Neriske Prinsloo sur Bill Clinton            |

### Ligue arabe
| Ville           | Pays                | Début             | Fin               | Vainqueur                                       |
| --------------- | ------------------- | ----------------- | ----------------- | ----------------------------------------------- |
| Tripoli         | Libye               | 17 septembre 2010 | 20 septembre 2010 | Annulée                                         |
| Sharm el Sheikh | Égypte              | 30 septembre 2010 | 3 octobre 2010    | Yehia Wageeh Atallah sur Parabel's Flash Bounce |
| Sharm el Sheikh | Égypte              | 7 octobre 2010    | 10 octobre 2010   | Ahmed Alaa Ragab sur Favorit                    |
| Faqra           | Libye               | 22 octobre 2010   | 25 octobre 2010   | Annulée                                         |
| Damas           | Syrie               | 22 octobre 2010   | 25 octobre 2010   | Annulée                                         |
| Damas           | Syrie               | 29 octobre 2010   | 2 novembre 2010   | Annulée                                         |
| Amman           | Jordanie            | 11 novembre 2010  | 13 novembre 2010  | Jos Lansink sur Calimero Van't Roth             |
| Koweït          | Koweït              | 26 novembre 2010  | 29 novembre 2010  | Annulée                                         |
| Riyad           | Arabie saoudite     | 9 novembre 2010   | 11 novembre 2010  | Khaled Abdulaziz Al-Eid sur Jalla de Gaverie    |
| Budayiah        | Bahreïn             | 9 novembre 2010   | 11 novembre 2010  | Annulée                                         |
| Doha            | Qatar               | 20 décembre 2010  | 23 décembre 2010  | Mohammed Ahmed Al Owais sur Tolita              |
| Dubaï           | Émirats arabes unis | 6 janvier 2011    | 8 janvier 2011    | Abdullah Al Sharbatly sur Columbia              |
| Abu Dhabi       | Émirats arabes unis | 13 janvier 2011   | 15 janvier 2011   | Abdullah Al-Sharbatly sur Columbia              |
| Sharjah         | Émirats arabes unis | 20 janvier 2011   | 22 janvier 2011   | Ahmad Saber Hamcho sur Wonderboy III            |
| Al Ain          | Émirats arabes unis | 3 février 2011    | 6 février 2011    | Mohammed Ghanem Al Hajri sur Shakira            |

### Ligue d'Asie du Sud-Est
| Ville        | Pays      | Début            | Fin             | Vainqueur                                 |
| ------------ | --------- | ---------------- | --------------- | ----------------------------------------- |
| Putrajaya    | Malaisie  | 13 mai 2010      | 16 mai 2010     | Annulée                                   |
| Putrajaya    | Malaisie  | 1er juillet 2010 | 4 juillet 2010  | Annulée                                   |
| Kuang Ruang  | Malaisie  | 15 juillet 2010  | 18 juillet 2010 | Helena Gabrielsson sur Nausicaa du Saulcy |
| Kuang Ruang  | Malaisie  | 30 juillet 2010  | 1er août 2010   | Akkara Konglapamnuay sur Celine           |
| Kuang Ruang  | Malaisie  | 5 août 2010      | 8 août 2010     | Helena Gabrielsson sur Nausicaa du Saulcy |
| Nakhon Nayok | Thaïlande | 14 janvier 2011  | 16 janvier 2011 | Helena Gabrielsson sur Nausicaa du Saulcy |
| Nakhon Nayok | Thaïlande | 28 janvier 2011  | 30 janvier 2011 | Mary Kate Hassett sur Ojasper             |
| Nakhon Nayok | Thaïlande | 10 février 2011  | 13 février 2011 | Helena Gabrielsson sur Nausicaa du Saulcy |

### Ligue d'Asie centrale
| Ville    | Pays         | Début          | Fin            | Vainqueur                    |
| -------- | ------------ | -------------- | -------------- | ---------------------------- |
| Tashkent | Ouzbékistan  | 22 avril 2010  | 25 avril 2010  | Davron Gafurov sur Amirhan   |
| Bishkek  | Kirghizistan | 14 mai 2010    | 16 mai 2010    | Andrei Shalohin sur Charlize |
| Astana   | Kazakhstan   | 2 juillet 2010 | 4 juillet 2010 | Andrei Shalohin sur Charlize |

### Ligue Australie - Pacifique
| Ville                       | Pays      | Début            | Fin              | Vainqueur                            |
| --------------------------- | --------- | ---------------- | ---------------- | ------------------------------------ |
| Sydney                      | Australie | 7 avril 2010     | 7 avril 2010     | Clem Smith sur Dark Ages             |
| Sydney                      | Australie | 7 mai 2010       | 9 mai 2010       | Jamie Kermond sur Colthaga           |
| Toowoomba                   | Australie | 1er août 2010    | 1er août 2010    | Jamie Kermond sur Colthaga           |
| Brisbane                    | Australie | 11 août 2010     | 11 août 2010     | Rebecca Allen sur Jacana             |
| Caboolture                  | Australie | 15 août 2010     | 15 août 2010     | Tim Amitrano sur Mr Innocent         |
| Gawler                      | Australie | 29 août 2010     | 29 août 2010     | David Robertson sur Sharpe Seal      |
| Adélaïde                    | Australie | 9 septembre 2010 | 9 septembre 2010 | Catherine Green sur Da Vinci's Pride |
| Melbourne                   | Australie | 26 octobre 2010  | 26 octobre 2010  | Brook Dobbin sur Advisor             |
| Melbourne                   | Australie | 18 novembre 2010 | 18 novembre 2010 | Annulée                              |
| Shepparton                  | Australie | 18 novembre 2010 | 18 novembre 2010 | Kristy Bruhn sur Harbarty            |
| Wodonga                     | Australie | 20 novembre 2010 | 20 novembre 2010 | Rebecca Allen sur Jacana             |
| Sale                        | Australie | 28 novembre 2010 | 28 novembre 2010 | Billy Raymont sur Stardom            |
| Tonimbuk                    | Australie | 4 décembre 2010  | 3 décembre 2010  | Anna McGregor sur Fuerstin Faberge   |
| Sydney (Finale de la ligue) | Australie | 12 décembre 2010 | 12 décembre 2010 | Brook Dobbin sur Advisor             |

### Ligue caucasienne
| Ville    | Pays        | Début            | Fin               | Vainqueur                          |
| -------- | ----------- | ---------------- | ----------------- | ---------------------------------- |
| Bakou    | Azerbaïdjan | 5 mai 2010       | 8 mai 2010        | Natalia Simonia sur Gardemarin     |
| Tbilissi | Géorgie     | 23 mai 2010      | 25 mai 2010       | Christopher Frazer sur Kalinka MNM |
| Tbilissi | Géorgie     | 9 septembre 2010 | 12 septembre 2010 | Kakhaber Kikiani sur Omut          |
| Bakou    | Azerbaïdjan | 22 octobre 2010  | 24 octobre 2010   | Veneto Tenev sur Uterusa           |
| Bakou    | Azerbaïdjan | 13 janvier 2011  | 16 janvier 2011   | Jamal Rahimov sur Topic van't      |
| Bakou    | Azerbaïdjan | 16 février 2011  | 19 février 2011   | Jamal Rahimov sur Platin E         |
| Bakou    | Azerbaïdjan | 9 mars 2011      | 12 mars 2011      |                                    |

### Ligue d'Europe centrale

#### Sous-ligue du Nord
| Ville             | Pays               | Début            | Fin               | Vainqueur                         |
| ----------------- | ------------------ | ---------------- | ----------------- | --------------------------------- |
| Donetsk           | Ukraine            | 21 mai 2010      | 23 mai 2010       | Thomas Voss sur Carinjo           |
| Moscou            | Russie             | 18 juin 2010     | 20 juin 2010      | Benas Gutkauskas sur Quick-Jet    |
| Riga              | Lettonie           | 9 juillet 2010   | 11 juillet 2010   | Andis Varna sur Grand Libero      |
| Saint-Pétersbourg | Russie             | 16 juillet 2010  | 18 juillet 2010   | Gunnar Klettenberg sur Bingo      |
| Bratislava        | Slovaquie          | 5 août 2010      | 8 août 2010       | Tim Hoster sur Rastellie          |
| Vazgaikiemis      | Lituanie           | 20 août 2010     | 22 août 2010      | Benas Gutkauskas sur Tom Riddle S |
| Prague            | République tchèque | 9 septembre 2010 | 12 septembre 2010 | Annulée                           |
| Leszno            | Pologne            | 11 novembre 2010 | 14 novembre 2010  | Jannike West sur Vivaldi K        |
| Poznań            | Pologne            | 10 décembre 2010 | 12 décembre 2010  | Rein Pill sur Virgin Express      |
| Brno              | République tchèque | 17 février 2011  | 20 février 2011   | Annulée                           |

#### Sous-ligue du Sud
| Ville    | Pays               | Début             | Fin               | Vainqueur                               |
| -------- | ------------------ | ----------------- | ----------------- | --------------------------------------- |
| Athènes  | Grèce              | 14 mai 2010       | 16 mai 2010       | Lucia Vizzini sur Prinzess to Heart     |
| Lipica   | Slovénie           | 4 juin 2010       | 6 juin 2010       | Patrick Nisbett sur Cantaro             |
| Istanbul | Turquie            | 11 juin 2010      | 13 juin 2010      | Giovanni Oberti sur Caribo Z            |
| Sofia    | Bulgarie           | 17 juin 2010      | 20 juin 2010      | Avgerinos Linardos sur Tyson            |
| Neamt    | Roumanie           | 25 juin 2010      | 27 juin 2010      | Annulée                                 |
| Câmpina  | Roumanie           | 10 septembre 2010 | 12 septembre 2010 | Annulée                                 |
| Zagreb   | Croatie            | 16 septembre 2010 | 19 septembre 2010 | Annulée                                 |
| Celje    | République tchèque | 26 novembre 2010  | 28 novembre 2010  | Juan Carlos García sur Hilton Highlight |
| Budapest | Hongrie            | 3 décembre 2010   | 5 décembre 2010   | Jerry Smit sur Luis della Caccia        |

#### Finale de la ligue
| Ville    | Pays    | Début        | Fin          | Vainqueur                 |
| -------- | ------- | ------------ | ------------ | ------------------------- |
| Varsovie | Pologne | 25 mars 2011 | 27 mars 2011 | Msciwoj Kiecon sur Urbane |

### Ligue d'Europe de l'Ouest
| Ville       | Pays        | Début            | Fin               | Vainqueur                                   |
| ----------- | ----------- | ---------------- | ----------------- | ------------------------------------------- |
| Oslo        | Norvège     | 14 octobre 2010  | 17 octobre 2010   | Christian Ahlmann sur Taloubet Z            |
| Helsinki    | Finlande    | 21 octobre 2010  | 24 octobre 2010   | Christian Ahlmann sur Taloubet Z            |
| Lyon        | France      | 27 octobre 2010  | 1er novembre 2010 | Meredith Michaels-Beerbaum sur Checkmate    |
| Vérone      | Italie      | 4 novembre 2010  | 7 novembre 2010   | Jeroen Dubbeldam sur Simon                  |
| Stuttgart   | Allemagne   | 17 novembre 2010 | 21 novembre 2010  | Carsten-Otto Nagel sur Corradina            |
| Genève      | Suisse      | 9 décembre 2010  | 12 décembre 2010  | Kevin Staut sur Silvana de Hus              |
| Londres     | Royaume-Uni | 14 décembre 2010 | 20 décembre 2010  | Michael Whitaker sur Amai                   |
| Malines     | Belgique    | 26 décembre 2010 | 30 décembre 2010  | Jessica Kürten sur Myrtille Paulois         |
| Zurich      | Suisse      | 28 janvier 2011  | 30 janvier 2011   | Marcus Ehning sur Küchengirl                |
| Bordeaux    | France      | 4 février 2011   | 6 février 2011    | Philipp Weishaupt sur Catoki                |
| Vigo        | Espagne     | 10 février 2011  | 13 février 2011   | Michel Robert sur Kellemoi de Pepita        |
| Göteborg    | Suède       | 24 février 2011  | 27 février 2011   | Angelica Augustsson sur Midtown du Tillard  |
| Bois-le-Duc | Pays-Bas    | 24 mars 2011     | 27 mars 2011      | Denis Lynch sur Abbervail van het Dingeshof |

### Ligue japonaise
| Ville                                  | Pays  | Début            | Fin              | Vainqueur                          |
| -------------------------------------- | ----- | ---------------- | ---------------- | ---------------------------------- |
| Osaka                                  | Japon | 3 avril 2010     | 3 avril 2010     | Hidehiko Tsukuda sur Sjoerd        |
| Chiba                                  | Japon | 15 mai 2010      | 15 mai 2010      | Shinichi Taniguchi sur Speculation |
| Nasu                                   | Japon | 6 juin 2010      | 6 juin 2010      | Daisuke Kawaguchi sur Kronos       |
| Osaka                                  | Japon | 20 juin 2010     | 20 juin 2010     | Daisuke Kawaguchi sur Kronos       |
| Minamisōma                             | Japon | 4 juillet 2010   | 4 juillet 2010   | Daisuke Kawaguchi sur Kronos       |
| Fuji                                   | Japon | 4 septembre 2010 | 4 septembre 2010 | Daisuke Kawaguchi sur Kronos       |
| Gotenba                                | Japon | 10 octobre 2010  | 10 octobre 2010  | Kazuteru Kitai sur Carlos          |
| Osaka                                  | Japon | 23 octobre 2010  | 23 octobre 2010  | Hiroaki Ogawa sur Arizona          |
| Shizuoka-Tsumagoi (Finale de la ligue) | Japon | 6 novembre 2010  | 7 novembre 2010  | Tadahiro Hayashi sur Ranashun      |

### Ligue de Nouvelle-Zélande - Pacifique
| Ville                         | Pays             | Début            | Fin              | Vainqueur                      |
| ----------------------------- | ---------------- | ---------------- | ---------------- | ------------------------------ |
| Hastings                      | Nouvelle-Zélande | 20 octobre 2010  | 22 octobre 2010  | Katie McVean sur Daffodil      |
| Kihikihi                      | Nouvelle-Zélande | 5 novembre 2010  | 7 novembre 2010  | Philip Steiner sur Online NZPH |
| Feilding                      | Nouvelle-Zélande | 3 décembre 2010  | 4 décembre 2010  | Ike Unsworth sur Seremonie     |
| Taupo                         | Nouvelle-Zélande | 14 décembre 2010 | 17 décembre 2010 | Katie McVean sur Daffodil      |
| Dannevirke                    | Nouvelle-Zélande | 8 janvier 2011   | 9 janvier 2011   | Katie McVean sur Delphi        |
| Waitemata                     | Nouvelle-Zélande | 15 janvier 2011  | 16 janvier 2011  | Philip Steiner sur Online NZPH |
| Gisborne                      | Nouvelle-Zélande | 22 janvier 2011  | 23 janvier 2011  | Annulée                        |
| Tauranga (Finale de la ligue) | Nouvelle-Zélande | 4 février 2011   | 6 février 2011   | Katie McVean sur Delphi        |

### Finale
| Ville   | Pays      | Début         | Fin          | Vainqueur                        |
| ------- | --------- | ------------- | ------------ | -------------------------------- |
| Leipzig | Allemagne | 27 avril 2011 | 1er mai 2011 | Christian Ahlmann sur Taloubet Z |